# Річард Роксбург
Річард Роксбург (англ. Richard Roxburgh; нар. 1 січня 1962, Олбері, Новий Південний Уельс) — австралійський актор.
Роксбург знімався у таких фільмах, як Ван Хелсінг (2004), Ліга видатних джентльменів (2003), Місія нездійсненна 2 (2000) Собака Баскервілів (2002) і Один і тільки (2002). 

## Біографія
Річард Роксбург народився 23 січня 1962 в місті Олбері, штат Новий Південний Уельс, Австралія. Батько — бухгалтер Джон Роксбург, мати — домогосподарка Мері Роксбург. У сім'ї Річард є молодшим із шести дітей. В 1984 він закінчив економічний факультет Австралійського національного університету в Канберрі, а в 1986 — став випускником австралійського Національного інституту драматичного мистецтва.
Відразу після закінчення театрального інституту Річард почав грати у театрах Сіднея. Протягом усієї акторської кар'єри він не переставав брати участь у різних постановках, серед яких «Повернення», «Гамлет», «Симфонія іграшок», «Дядя Ваня», «Сірано де Бержерак», «Чекаючи на Годо» та інші. За свої театральні роботи Річард тричі отримував премію «Sydney Theatre Awards» — у 2007, 2010 та 2014 роках, а також двічі був удостоєний австралійської премії «Helpmann Awards» — у 2008 та 2014 роках.
У 1987 Річард почав зніматися в австралійських фільмах і телесеріалах. 
1996 року він зіграв у фільмі «Діти революції». 
У 1997 виконав роль містера Джеффріса у фільмі «Оскар і Люсінда».
Значну увагу громадськості до Річарда привернула його роль у «Місії нездійсненна 2» у 2000 році, а потім роль Герцога у мюзиклі «Мулен Руж!» 2001 року. 
У 2003 він зіграв відразу три ролі у фільмі «Ліга видатних джентльменів» — М, Фантома і професора Джеймса Моріарті. 
У 2004 році Роксбург зіграв одну з найкращих своїх ролей в американських фільмах — графа Дракулу у Ван Хельсінгу. 
У 2007 Річард виступив режисером фільму «Забуті бажання», головні ролі в якому виконали Ерік Бана і Франка Потенте.
З 2010 по 2018 рік Річард знімався в головній ролі в австралійському серіалі «Рейк», у деяких епізодах якого він також виступив як сценарист і продюсер. 
У 2011 році зіграв головну роль у фільмі «Санктум». 
За свої роботи в кіно та на телебаченні Роксбург був удостоєний премій «Logie» (1996, 2011, 2022) та «AFI/AACTA» (1997, 2010, 2013, 2019).
Брав участь в озвучуванні мультфільмів «Легенди нічних сторожів» (2010), «Бджілка Майя» (2014), «Неймовірний Блінки Білл» (2015). 
У 2014 році знявся у фільмі «У пошуках Грейс».
У 2019 Роксбург виконав роль князя Григорія Орлова в міні-серіалі «Катерина Велика», а роком пізніше з'явився в телесеріалі «Корона» в ролі Боба Хоука. 
У 2022 році актора можна було побачити у фільмі-біографії «Елвіс», де він зіграв батька головного героя, Вернона Преслі.

## Особисте життя
З 1997 до 2000 року Річард зустрічався з актрисою Мірандою Отто.  
Роксбург одружений з акторкою Сільвією Коллокою з 25 вересня 2004 року. У них є два сини, Рафаель Джек Доменіко Роксбург (нар. 10.02.2007), Майро Джанні Девід Роксбург (нар. 01.10.2010) та дочка, Місяць Роксбург (нар. 21.04.2017).

## Фільмографія
| Рік  |    | Українська назва                     | Оригінальна назва                             | Роль                    |
| ---- | -- | ------------------------------------ | --------------------------------------------- | ----------------------- |
| 1991 | ф  | Мертвий для світу                    | Dead to the World                             | Джонні                  |
| 1994 | ф  | Бесіда                               | Talk                                          | Джек / Гаррі            |
| 1995 | ф  | Канікули Біллі                       | Billy's Holiday                               | Роб Макспедден          |
| 1995 | кф |                                      | Hayride to Hell                               | Джордж Вейгейт          |
| 1996 | ф  | Діти революції                       | Children of the Revolution                    | Джо                     |
| 1997 | ф  | Слава Богу, він зустрів Ліззі        | Thank God He Met Lizzie                       | Гай Джеймісон           |
| 1997 | ф  | Відбування терміну для Петсі Клайн   | Doing Time for Patsy Cline                    | Бойд                    |
| 1997 | ф  | Оскар і Люсінда                      | Oscar and Lucinda                             | містер Джеффріс         |
| 1998 | ф  | У зимовій темряві                    | In the Winter Dark                            | Мюррей Джейкоб          |
| 1999 | ф  | Пристрасть: Історія Персі Грейнджера | Passion                                       | Персі Грейнджер         |
| 2000 | ф  | Місія неможлива 2                    | Mission: Impossible II                        | Хью Стамп               |
| 2001 | ф  | Мулен Руж!                           | Moulin Rouge!                                 | Герцог                  |
| 2002 | тф | Собака Баскервілів                   | The Hound of the Baskervilles                 | Шерлок Холмс            |
| 2002 | ф  | Дотик                                | The Touch                                     | Карл                    |
| 2002 | ф  | Один і тільки                        | The One and Only                              | Нейл                    |
| 2003 | ф  | Ліга видатних джентльменів           | The League of Extraordinary Gentlemen         | Фантом / М / Моріарті   |
| 2004 | ф  | Ван Хелсінг                          | Van Helsing                                   | Дракула                 |
| 2005 | ф  | Стелс                                | Stealth                                       | Кейт Орбіт              |
| 2005 | ф  | Крихкість                            | Fragile                                       | Роберт Керрі            |
| 2006 | ф  |                                      | Like Minds                                    | Мартін Маккензі         |
| 2010 | ф  | Відповідність Джека                  | Matching Jack                                 | Девід                   |
| 2010 | мф | Легенди нічної варти                 | Legend of the Guardians: The Owls of Ga'Hoole | Борон (озвучення)       |
| 2011 | ф  | Санктум                              | Sanctum                                       | Френк                   |
| 2013 | ф  | Поворот                              | The Turning                                   | Вік Ланг                |
| 2014 | мф | Бджілка Майя                         | Maya the Bee                                  | Фліп (озвучення)        |
| 2015 | мф | Блінкі Білл                          | Blinky Bill the Movie                         | Фліп (озвучення)        |
| 2016 | ф  | З міркувань совісті                  | Hacksaw Ridge                                 | полковник Стелцер       |
| 2017 | ф  | Дихання                              | Breath                                        | містер Пайк             |
| 2017 | ф  | Поліцейський-вбивця                  | Blue Murder: Killer Cop                       | Роджер Роджерсон        |
| 2018 | мф | Бджілка Майя: Медові ігри            | Maya the Bee: The Honey Games                 | Фліп (озвучення)        |
| 2019 | ф  | Мій янгол                            | Angel of Mine                                 | Бернард                 |
| 2020 | с  | Корона                               | The Crown                                     | Роберт Гоук (2 епізоди) |
| 2022 | ф  | Елвіс                                | Elvis                                         | Вернон Преслі           |
| 2024 | ф  |                                      | Force of Nature: The Dry 2                    | Деніел Бейлі            |
| 2024 | ф  | Едем                                 | Eden                                          | Аллан Хенкок            |